# Elana Meyer
Elana Meyer (z domu van Zyl, ur. 10 października 1966 w Albertinii, prowincja Przylądkowa Zachodnia) – południowoafrykańska lekkoatletka, specjalizująca się w biegach długodystansowych, trzykrotna uczestniczka igrzysk olimpijskich w latach 1992, 1996 i 2000, srebrna medalistka olimpijska z 1992 z Barcelony, w biegu na 10 000 metrów.

## Finały olimpijskie
- 1992 – Barcelona, bieg na 10 000 m – srebrny medal
- 2000 – Sydney, bieg na 10 000 m – 8. miejsce

## Inne osiągnięcia
- rekordzistka świata w półmaratonie – od 18/05/1991 do 19/03/1995 oraz od 09/03/1997 do 14/10/2007
- wielokrotna mistrzyni Republiki Południowej Afryki[1] w biegach na:
  - 1500 m – 1985, 1992
  - 3000 m – 1987, 1988, 1989, 1992, 1993,
  - 10 000 m - 1991, 1999, 2000, 2001
  - w półmaratonie – 1990, 1991, 1999
  - w biegach przełajowych na krótkim dystansie – 1987, 1988, 1989, 1990, 1991, 1993
- 1992 – Mauritius, mistrzostwa Afryki – złoty medal w biegu na 1500 m
- 1993 – Durban, mistrzostwa Afryki – złoty medal w biegu na 1500 m
- 1994 – Oslo, mistrzostwa świata półmaratonie – złoty medal (indywidualnie)
- 1994 – Victoria, igrzyska Wspólnoty Narodów – srebrny medal w biegu na 10 000 m
- 1998 – Zurych, mistrzostwa świata półmaratonie – srebrny medal (indywidualnie)
- 1999 – Johannesburg, igrzyska afrykańskie – srebrny medal w biegu na 5000 m[2]

## Rekordy życiowe
- bieg na 800 m – 2:06,23 – 01/01/1985
- bieg na 1000 m – 2:43,63 – 01/01/1987
- bieg na 1500 m – 4:02,15 – Kapsztad 21/03/1992
- bieg na milę – 4:30,21 – Port Elizabeth 07/03/1989
- bieg na 2000 m – 5:40,7 – Pretoria 24/02/1992
- bieg na 3000 m – 8:32,00 – Durban 29/04/1991
- bieg na 5000 m – 14:44,05 – Hechtel 22/07/1995
- bieg na 10 000m – 30:52,51 – Londyn 10/09/1994
- bieg na 10 km – 31:13 – Budapeszt 14/10/2001
- bieg na 12 km – 38:39 – San Francisco 16/05/1999
- bieg na 15 km – 46:57 – Kapsztad 02/11/1991
- bieg na 10 mil – 52:16 – Waszyngton 08/04/2001
- półmaraton – 1:06:44 – Tokio 15/01/1999
- maraton – 2:25:15 – Boston 18/04/1994